# JIS X 0213
JIS X 0213 (japanisch 7ビット及び8ビットの2バイト情報交換用補助漢字集合, dt. „Erweiterter 2-Byte-Zeichensatz für den Informationsaustausch“) ist ein Japan Industrial Standard zur Kodierung der japanischen Schrift. Er wurde im Jahr 2000 eingeführt und 2004 revidiert. Der Standard erweitert JIS X 0208 um zusätzliche Zeichen, insbesondere seltene Kanji, Sonderzeichen und Schriftzeichen für wissenschaftliche, historische und technische Anwendungen.
JIS X 0213 definiert zwei Ebenen (Plane 1 und Plane 2) in einer 94×94-Matrixstruktur. Insgesamt können bis zu 8.836 Zeichen pro Ebene kodiert werden. In der Praxis sind rund 11.233 Zeichen kodiert, darunter über 4.000 zusätzliche Kanji gegenüber JIS X 0208. Zeichen werden ebenfalls anhand ihrer Position in der Matrix beschrieben, z. B. hat das Zeichen „髙“ die Position 1-84.
Neben Kanji kodiert der Standard auch zusätzliche Hiragana- und Katakana-Zeichen, lateinische, griechische und kyrillische Buchstaben, sowie viele Symbole, diakritische Zeichen und Interpunktionszeichen.
Der Standard ist weitgehend mit Unicode kompatibel. Es existieren mehrere auf JIS X 0213 basierende Kodierungen, darunter Shift_JIS-2004, EUC-JIS-2004 und ISO-2022-JP-2004. Die Einführung von JIS X 0213 ermöglichte erstmals die einheitliche Kodierung von Namen, Ortsbezeichnungen und Fachausdrücken mit seltenen Zeichen in elektronischer Form.

## Kodierung
Die Zeichen sind wie bei JIS X 0208 in einer 94×94-Matrix organisiert und werden durch zwei Bytes dargestellt. Plane 1 enthält die Zeichenbereiche für allgemeine Anwendung, Plane 2 für ergänzende, seltenere Zeichen. Zeichen in Plane 2 werden häufig in Behördennamen, Ortsnamen oder historischen Dokumenten verwendet.

## Beziehung zu Unicode
Viele der Zeichen in JIS X 0213 wurden in Unicode übernommen. Dadurch dient der Standard als Brücke zwischen älteren japanischen Zeichensätzen und modernen, internationalen Zeichencodierungen.

## Kodierungen
Kodierungen, die JIS X 0213 unterstützen, sind unter anderem:
- Shift_JIS-2004
- EUC-JIS-2004
- ISO-2022-JP-2004